# Cottbus
Cottbus (lužičkosrpski: Chośebuz) njemački je grad u saveznoj pokrajini Brandenburgu, blizu poljske granice, oko 125 km jugoistočno od Berlina. Krajem 2007. imao je 102.811 stanovnika.
Grad je osnovan u 10. stoljeću, kada su Lužički Srbi podigli utvrdu na pješčanom otoku na rijeci Spree. Od 1949. do ujedinjenja Njemačke 1990. Cottbus je bio dio Njemačke Demokratske Republike. Grad je danas kulturno središte lužičkosrpske manjine.

## Šport
- Energie Cottbus, nogometni klub, svoje utakmice igra na Stadionu prijateljstva (Stadion der Freundschaft).

## Vanjske poveznice
- Službena stranica (njem.)

### Ostali projekti
|  | Zajednički poslužitelj ima još gradiva o temi Cottbus |